# Michail Devjat'jarov (sciatore 1959)
Michail Talgatovič Devjat'jarov (in russo Михаил Талгатович Девятьяров?; Čusovoj, 25 febbraio 1959) è un allenatore di sci nordico ed ex fondista russo. Prima della dissoluzione dell'Unione Sovietica (1991) gareggiò per la nazionale sovietica.
È padre di Michail, a sua volta fondista di alto livello.

## Biografia

### Carriera sciistica
In Coppa del Mondo ottenne il primo risultato di rilievo il 24 gennaio 1982 a Brusson (16°), ottenne il primo podio il 10 febbraio 1983 a Sarajevo (3°) e l'unica vittoria il 23 marzo 1984 a Murmansk.
In carriera prese parte a un'edizione dei Giochi olimpici invernali, Calgary 1988 (1° nella 15 km, 4° nella 30 km, 25° nella 50 km, 2° nella staffetta), e a cindueque dei Campionati mondiali, vincendo due medaglie.

### Carriera da allenatore
Dopo il ritiro lavorò come allenatore dei fondisti della nazionale russa.

## Palmarès

### Olimpiadi
- 2 medaglie:
  - 1 oro (15 km tecnica classica[2] a Calgary 1988)
  - 1 argento (staffetta[2] a Calgary 1988)

### Mondiali
- 2 medaglie:
  - 1 argento (staffetta[2] a Oberstdorf 1987)
  - 1 bronzo (15 km[2] a Oberstdorf 1987)

### Coppa del Mondo
- Miglior piazzamento in classifica generale: 13º nel 1988
- 2 podi (entrambi individuali[3])[4]:
  - 1 vittoria
  - 1 terzo posto

#### Coppa del Mondo - vittorie
| Data          | Località | Nazione          | Spec. |
| ------------- | -------- | ---------------- | ----- |
| 23 marzo 1984 | Murmansk | Unione Sovietica | 15 km |

### Campionati sovietici
- 3 ori (15 km, 50 km, staffetta nel 1987)[1]